# Miniopterus fraterculus
Miniopterus fraterculus är en fladdermusart som beskrevs av Thomas och Harold Schwann 1906. Miniopterus fraterculus ingår i släktet Miniopterus och familjen läderlappar. Inga underarter finns listade i Catalogue of Life.
Arten når med svans en genomsnittlig längd av 100 mm, svanslängden är 50 mm och vikten ligger vid 8 g. Underarmarna är cirka 45 mm långa och djurets vingspann är ungefär 300 mm. Miniopterus fraterculus är så lite mindre än Miniopterus natalensis. På ovansidan förekommer brun till svartbrun päls och undersidans päls är ljusare gråbrun. De svartbruna vingarna har spetsiga utskott vid fingrarna. Det finns inga hudflikar (bladet) på näsan. Hannar och honor har vid sin anus gulbruna hår. Hos denna fladdermus är tandformeln I 2/3, C 1/1, P 2/3, M 3/3, vad som ger 36 tänder i hela uppsättningen.
Denna fladdermus förekommer i östra och sydöstra Afrika från Tanzania och södra Kongo-Kinshasa till Sydafrika. Individer som hittades i Kenya och ordöstra Kongo-Kinshasa tillhör troligen Miniopterus fraterculus. Populationen på Madagaskar godkänns sedan 2007 som självständig art, Miniopterus sororculus. Arten lever i låglandet och i bergstrakter upp till 2200 meter över havet. Den vistas i olika habitat med träd eller buskar men behöver grottor, tunnlar eller överhängande klippor som viloplats.
Lätet som används för ekolokaliseringen är i genomsnitt 3,7 millisekunder lång och det är intensivast vid 62 kHz. Byten utgörs av olika flygande insekter. Efter parningen i maj eller juni vilar det befruktade ägget till mitten av augusti. Den enda ungen föds i november eller december.
För beståndet är inga hot kända och Miniopterus fraterculus är inte sällsynt. Denna fladdermus obeserverades i Manga Forest Reserve i Tanzania och i andra skyddszoner. IUCN kategoriserar arten globalt som livskraftig.